# تاکتاکنز
تاکتاکنز (به مجاری:  Taktakenéz) یک منطقهٔ مسکونی در مجارستان است که در ناحیه سرنچ واقع شده‌است.